# 吉爾伯特 (明尼蘇達州)
吉爾伯特（英語：Gilbert）是一個位於美國明尼蘇達州聖路易斯縣的城市。

## 歷史
吉爾伯特於1907年成立，同年設立營運至今的郵局。

## 人口
根據2020年美國人口普查的數據，吉爾伯特的面積為32.16平方千米，當中陸地面積為30.25平方千米，而水域面積為1.91平方千米。當地共有人口1687人，而人口密度為每平方千米52人。